# Vanilla grandifolia
Espèce
Vanilla grandifolia est une espèce de plantes à fleurs de la famille des Orchidaceae (les orchidées) et du genre Vanilla, présente sur l'île de Principe à Sao Tomé-et-Principe, au Gabon et en République démocratique du Congo.

## Liste des variétés
Selon Tropicos (23 décembre 2018) :
- variété Vanilla grandifolia var. lujae (De Wild.) Geerinck